# Księstwo ścinawskie

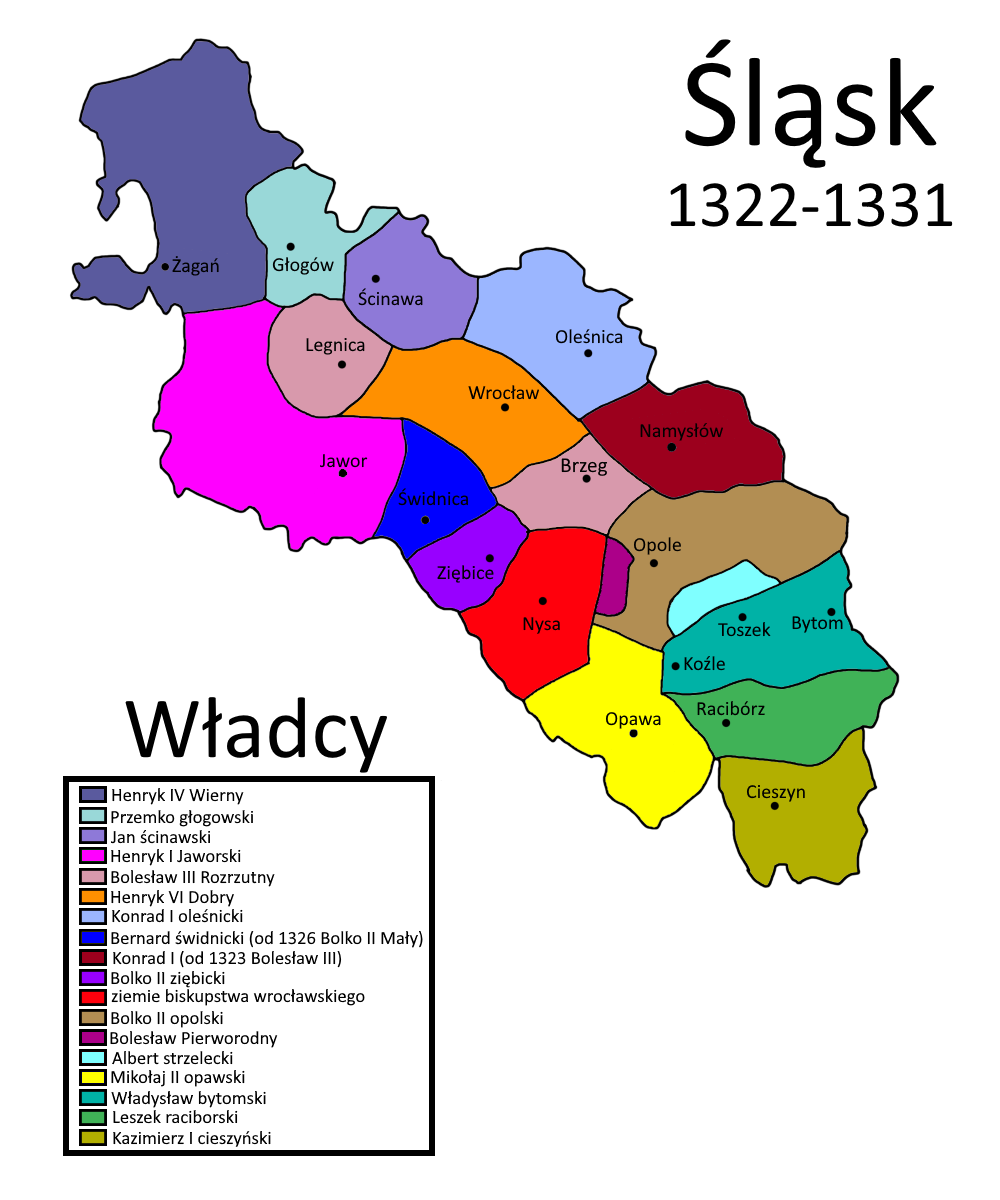
Księstwo w latach 1322-31

Księstwo ścinawskie (niem. Herzogtum Steinau, cz. Stínavské knížectví) – historyczne piastowskie księstwo dzielnicowe na Dolnym Śląsku ze stolicą w Ścinawie.
W 1286 wzmiankowana jest ziemia ścinawska (terra Stynauiensis).
Księstwo ścinawskie wyodrębniło się na Dolnym Śląsku w okresie rozbicia dzielnicowego Księstwa Polskiego. Było jednym z obszarów wydzielonych z księstwa głogowskiego. Władali nim Piastowie śląscy. Po śmierci księcia Konrada I głogowskiego (1222–1274) jego trzej synowie podzielili majątek ojca:
- najstarszy syn, Henryk III, książę głogowski rezydował w Głogowie,
- natomiast ziemie żagańskie, położone na zachód, przypadły jego młodszemu bratu Przemkowi ścinawskiemu. W 1284 zamienił się on księstwami ze swoim starszym bratem Konradem (ks. ścinawskim)[2].

W 1326 książę Jan ścinawski  w zamku wystawił dokument a w 1329 oddaje księstwo w lenno Janowi Luksemburskiemu (1296–1346). W 1337 Jan ścinawski sprzedał swoje prawa do Ścinawy z zamkiem książętom: Henrykowi i Konradowi oleśnickiemu. W 1490 Władysław II Jagiellończyk nadał dobra ścinawskie księżnej Katarzynie opawskiej, żonie Jana II Szalonego. W 1497 dobra nabył książę Henryk I Starszy z Podiebradów.

## Władcy
- 1284–1289 Przemko ścinawski (1271–1289), syn Konrada I głogowskiego
- 1284–1304 Konrad II Garbaty (1260–1304), syn Konrada I głogowskiego
- 1290–1309 Henryk III głogowski (1251–1309), syn Konrad I głogowskiego
- 1312–1317 Przemko głogowski (1300–1331), syn Henryka III głogowskiego, bezdzietny[1]
- 1312–1317 Henryk IV Wierny (1292–1342), syn Henryka III głogowskiego
- 1318–1364 Jan ścinawski (1300–1364), syn Henryka III głogowskiego, bezdzietny[1]
- 1342–1369 Henryk V Żelazny, syn Henryka IV, od 1363 na połowie Ścinawy
- 1369–1395 Henryk VII Rumpold, syn Henryka V, od 1378 na połowie Ścinawy
- 1384 Przemysław I cieszyński część
- 1369–1397 Henryk VIII Wróbel, syn Henryka V, od 1395 na połowie Ścinawy, która od 1397 pod rządami linii oleśnickiej
- 1401–1439 Jan I żagański, syn Henryka VIII, od 1401 na połowie Ścinawy
- 1424 Konrad V Kącki i Konrad VIII Młody są panami Ścinawy[3]

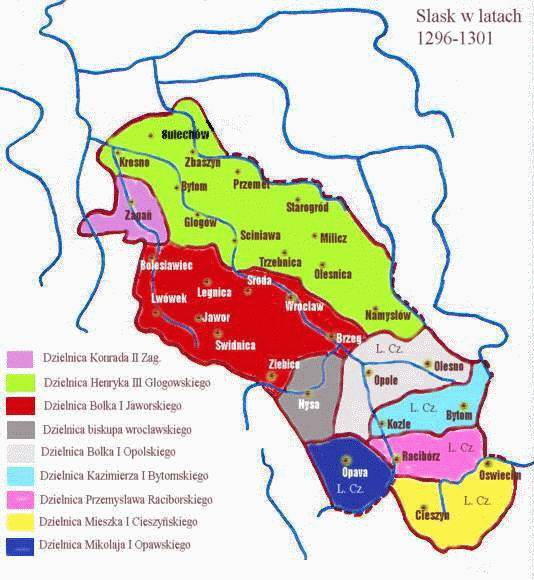
Księstwo Henryka III

- 1672–1675 Jerzy Wilhelm legnicki (1660-1675)
- 1675–1742 król Czech (Habsburgowie)[4]
- 1742–1807 król Prus, po wojnach śląskich

## Zobacz
- Księstwo żagańskie
- Książęta głogowsko-żagańscy